# オオイタサンショウウオ
オオイタサンショウウオ (Hynobius dunni) は、両生綱有尾目サンショウウオ科サンショウウオ属に分類される有尾類。

## 分布
日本（大分県、熊本県、宮崎県の一部）固有種
模式標本の産地（基準産地・タイプ産地・模式産地）は、城山（現佐伯市）。

## 形態
オス15.7センチメートル、メス13.7センチメートル。体側面に入る皺（肋条）は左右に11-13本ずつ。背面の色彩は黄褐色で、黒い斑点が入る。
上顎中央部に並ぶ歯の列（鋤骨歯列）は、アルファベットの「U」字に近い「V」字状。四肢や指趾は長い。胴体に沿って前肢（および指）を後方へ後肢（および趾）を前方に伸ばすと、肋条2 - 3本ぶん重複する。後肢の趾は5本。
卵嚢の表面には、明瞭な筋が入らない。メスは体側面から腹面に銀白色の斑点が入る。

## 分類
以前は四国の一部にも分布するとされていた。2018年に形態やミトコンドリアDNAの16S rRNAおよびシトクロムbの分子系統解析から、土佐清水市の個体群をトサシミズサンショウウオHynobius tosashimizuensisとして新種記載・分割する説が提唱された。

## 生態
丘陵や低山地にある二次林や竹林・水田などに生息する。林床の石や落ち葉・倒木の下などで生活する。
昆虫、トビムシ、クモ、ワラジムシ、ミミズなどを食べる。幼生はカ・ユスリカ・カゲロウなどの昆虫の幼虫、ミズムシ、ミジンコなどの甲殻類、カエルの幼生などを食べ、共食いも行う。
繁殖様式は卵生。12月下旬から翌3月下旬に、森林の周囲にある池沼や小河川・溝などに87 - 143個（平均106個）の卵を1対の卵嚢に包んで産む。卵は3月以降に孵化する。5- 9月に変態し幼体になる。飼育下では生後3年で性成熟した例や、生後16年以上の生存例がある。

## 人間との関係
開発による生息地の破壊、汚水や農薬による水質汚染などにより生息数は減少し、愛好家による乱獲・採集も懸念されている。大分県では模式産地の個体群を県の、大分市では霊山個体群を市の天然記念物に指定している。
2022年1月に特定第二種国内希少野生動植物種に指定されており、販売や頒布を目的とした捕獲や譲渡などの行為が禁止されている。
絶滅危惧II類 (VU)（環境省レッドリスト）